# Ordnance Survey
Pour l’article homonyme, voir Ordnance Survey Ireland.

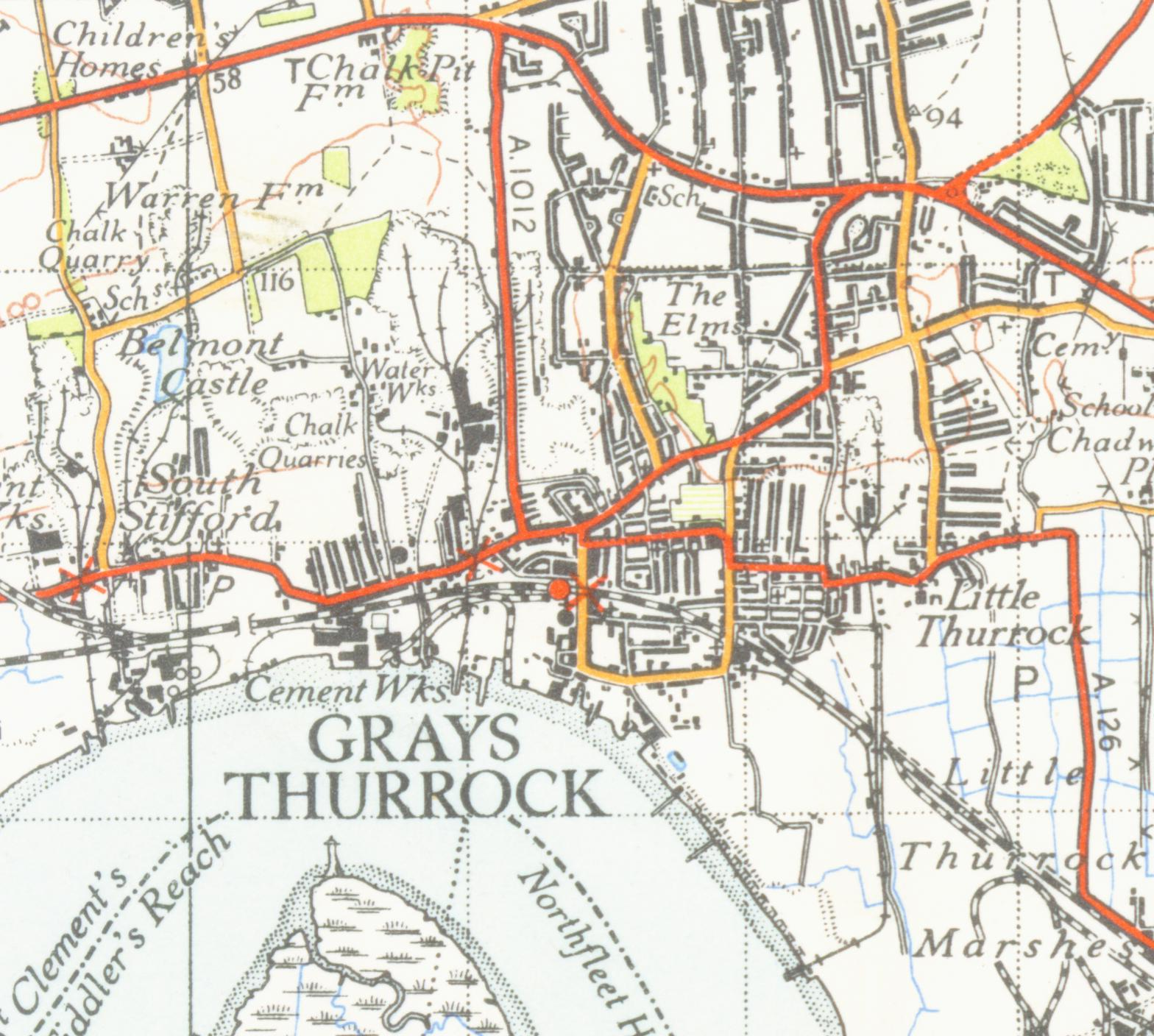
Carte de lOrdnance Survey de 1946.

L’Ordnance Survey (ou « Service cartographique de l'État ») est une agence exécutive et un département non-ministériel du gouvernement du Royaume-Uni chargé de la cartographie du pays. Il produit des cartes uniquement pour la Grande-Bretagne, ainsi que pour l'île de Man (l'Irlande du Nord est couverte par une autre agence, L'Ordnance Survey of Northern Ireland). C'est l’équivalent de l’IGN français.

## Historique
L'Ordnance Survey prend son origine dans la cartographie des Highlands après la bataille de Culloden et la fin de la rébellion jacobite en Écosse, d'où son appellation initialement militaire.
L'agence elle-même commence ses travaux vers 1790, et elle est créée officiellement en 1791.
Sis à l'origine à la tour de Londres, où il occupait la tour Blanche, le service déménagea à Southampton à la suite du grand incendie du 30 octobre 1841. Il y resta jusqu'au blitz sur Southampton fin 1940 qui endommagea fortement les bâtiments. Il fut réinstallé à Chessington dans le Surrey et à la Crabwood House à Maybush (en). C'est à Maybush que fut construit, en 1969, un complexe propre qu'il occupe jusqu'en 2011. Il déménage alors à Adanac Park, dans la périphérie de Southampton. En 2015, il est transformé en société de capitaux à 100% détenue par le gouvernement.